# Саки Кумагаи
Саки Кумагаи (јап. 熊谷 紗希; 17. октобар 1990) јапанска је фудбалерка која игра као дефанзивни везни, а може да игра и као центархалф. Тренутно наступа за Бајерн Минхен и репрезентацију Јапана.

## Репрезентација
За репрезентацију Јапана дебитовала је 2008. године. Са репрезентацијом Јапана наступала је на једним Олимпијским играма (2012) и два Светска првенства (2011. и 2015). За тај тим одиграла је 118 утакмица.

## Статистика каријере

### Репрезентативна
| Јапан  | Јапан    | Јапан  |
| Година | Утакмице | Голови |
| ------ | -------- | ------ |
| 2008   | 2        | 0      |
| 2009   | 0        | 0      |
| 2010   | 15       | 0      |
| 2011   | 16       | 0      |
| 2012   | 16       | 0      |
| 2013   | 9        | 0      |
| 2014   | 5        | 0      |
| 2015   | 11       | 0      |
| 2016   | 7        | 0      |
| 2017   | 9        | 0      |
| 2018   | 10       | 0      |
| 2019   | 10       | 1      |
| 2020   | 2        | 0      |
| 2021   | 6        | 0      |
| Укупно | 118      | 1      |